# Паздерино (Пермский край)
Пазде́рино — деревня в Пермском районе Пермского края. Входит в состав Фроловского сельского поселения.

## Географическое положение
Расположена на реке Пижинежиха (приток реки Мось) примерно в 6 км к северо-востоку от административного центра поселения, села Фролы, и в 15 км к юго-востоку от центра города Перми.

## Население
| 2008 | 2010 |
| ---- | ---- |
| 22   | ↗41  |

## Улицы[2]
- Новая ул.
- Подлесная ул.
- Полевая ул.
- Центральная ул.

## Топографические карты
- Лист карты O-40-77 Юг. Масштаб: 1 : 100 000. Состояние местности на 1983 год. Издание 1985 г.